# World Games 2025/Wakeboarding
Bei den World Games 2025 in Chengdu wurden vom 8. bis 10. August 6 Wettbewerbe im Wakeboarding ausgetragen. Austragungsorte waren die Sancha Lake Taohuadao Arena sowie die Sancha Lake Ma’anshan Arena.

## Bilanz

### Medaillenspiegel
| Platz  | Land               | Gold | Silber | Bronze | Gesamt |
| ------ | ------------------ | ---- | ------ | ------ | ------ |
| 1      | Deutschland        | 1    | 1      | 1      | 3      |
| 2      | China              | 1    | 1      | ―      | 2      |
| 3      | Australien         | 1    | ―      | ―      | 1      |
| 3      | Frankreich         | 1    | ―      | ―      | 1      |
| 3      | Kanada             | 1    | ―      | ―      | 1      |
| 3      | Vereinigte Staaten | 1    | ―      | ―      | 1      |
| 7      | Italien            | ―    | 2      | ―      | 2      |
| 8      | Japan              | ―    | 1      | ―      | 1      |
| 8      | Ukraine            | ―    | 1      | ―      | 1      |
| 10     | Südkorea           | ―    | ―      | 2      | 2      |
| 11     | Argentinien        | ―    | ―      | 1      | 1      |
| 11     | Hongkong           | ―    | ―      | 1      | 1      |
| 11     | Niederlande        | ―    | ―      | 1      | 1      |
| Gesamt | Gesamt             | 6    | 6      | 6      | 18     |

### Medaillengewinner
Männer
| Disziplin           | Gold                | Silber               | Bronze                 |
| ------------------- | ------------------- | -------------------- | ---------------------- |
| Cable Wakeboard     | Loïc Deschaux (FRA) | Max Milde (GER)      | Florian Weiherer (GER) |
| Wake Surf Skim      | Jett Lambert (USA)  | Zhuang Tiancai (CHN) | Cheng Chun Hin (HKG)   |
| Wakeboard Freestyle | Noah Bollard (AUS)  | Shota Tezuka (JPN)   | Kim Yun-seo (KOR)      |

Frauen
| Disziplin           | Gold              | Silber                   | Bronze                 |
| ------------------- | ----------------- | ------------------------ | ---------------------- |
| Cable Wakeboard     | Julia Rick (GER)  | Vanessa Tittarelli (ITA) | Sanne Meijer (NED)     |
| Wake Surf Skim      | Bailey Rush (CAN) | Sonja Sokolowa (UKR)     | Moon Joo-hee (KOR)     |
| Wakeboard Freestyle | Xu Lu (CHN)       | Alice Virag (ITA)        | Eugenia De Armas (ARG) |